# پیازک

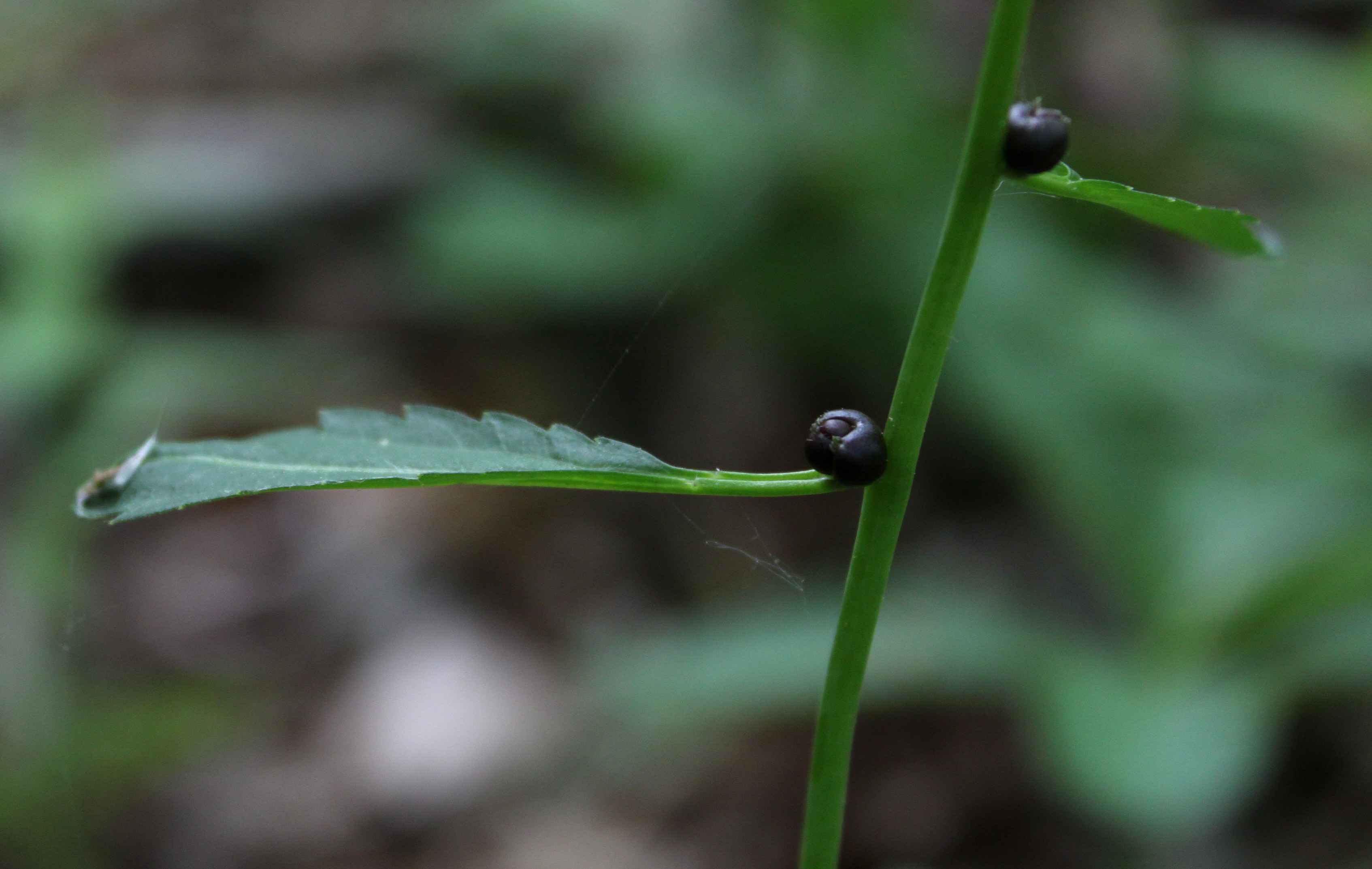
پیازک‌های روی ترتیزک باتلاقی (Cardamine bulbifera)

پیازک (انگلیسی: Bulbil)، گیاه کوچک و جوانی است که به‌صورت رویشی از جوانه‌های زیر بغل در ساقه گیاه مادر یا به جای گل روی گل‌آذین تکثیر می‌شود. این گیاهان جوان کلون‌های گیاه مادری هستند که آنها را تولید کرده است - آنها دارای مواد ژنتیکی یکسان هستند. تشکیل پیازک‌ها شکلی از تولیدمثل غیرجنسی است، زیرا آنها در نهایت می‌توانند گیاهان مستقل جدیدی را تشکیل دهند.
اگرچه برخی از پیازک‌ها معیارهای گیاه‌شناسی را دارند تا به‌عنوان یک پیاز واقعی در نظر گرفته شوند، انواع مختلفی از اشکال ریخت‌شناسی پیازک وجود دارد که برخی از آنها پیاز محسوب نمی‌شوند. از این رو دلیل تمایز بین پیاز و پیازک است. برای نمونه، برخی از گروه‌های گیاهی پیازدار، مانند پیاز و سوسن، پیازک‌هایی را به شکل یک پیاز ثانویه کوچک تولید می‌کنند. پیازک‌های پیاز و سوسن معیارهای گیاه‌شناسی را برای برچسب زدن پیاز واقعی برآورده می‌کنند. تمام پیازک‌های تولید شده توسط گیاهان پیازدار باید پیاز در نظر گرفته شوند، اما همه پیازک‌ها را نباید پیاز در نظر گرفت. برای نمونه، سایر گروه‌های گیاهی غیر پیازی، مانند جنس‌های مختلف در زیرخانواده آگاوه‌وشان، به‌خوبی شناخته شده‌اند که پیازک‌هایی تولید می‌کنند که در واقع معیارهای گیاه‌شناسی را برای در نظر گرفتن پیاز برآورده نمی‌کنند.

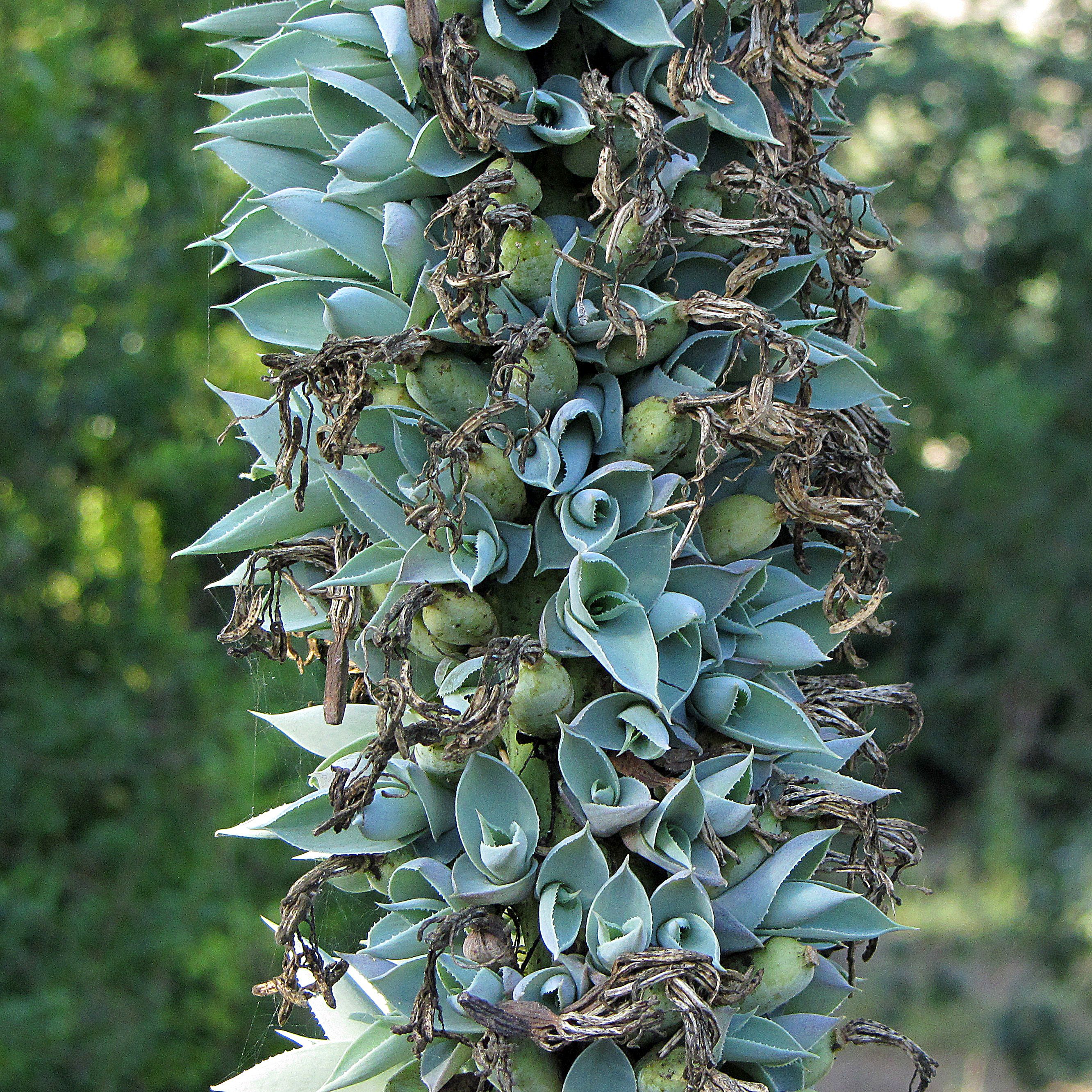
پیازک‌ها در یوکای اختاپوسی (Agave vilmoriniana)

## پیازک در آگاوه‌وشان
در آگاوه‌وشان، پیازک‌ها بر روی گل‌آذین یک گیاه شکوفه رشد می‌کنند. رشد پیازک‌ها در این گروه تقریباً در ۱۷ گونه آگاو، همه گونه‌های (Furcraea) رایج است و تا حدودی در زنگوله‌ای (به ویژه یوکای صابونی) و یوکاهای دروغین (Hesperaloe) ثبت شده است. پیازک‌ها می‌توانند به‌سرعت رشد کنند، بسیاری از آنها پس از مرگ گل‌ها این کار را انجام می‌دهند و می‌توانند برای حدود یک تا دو سال قبل از ریشه‌زدن در زمین روی گل‌آذین باقی بمانند. در حالی که هنوز روی گیاه مادر هستند، بسیاری از گونه‌ها ریشه‌های ناخواسته دارند و در صورت رها شدن برای بلوغ، می‌توانند به اندازه‌های بین ۵ تا ۱۵ سانتی‌متر رشد کنند.